# Dare (La La La)
 (avril 2014).
Si vous disposez d'ouvrages ou d'articles de référence ou si vous connaissez des sites web de qualité traitant du thème abordé ici, merci de compléter l'article en donnant les références utiles à sa vérifiabilité et en les liant à la section « Notes et références ».
Singles de Shakira
Empire
(2014)
Dare (La La La) est une chanson de la chanteuse colombienne Shakira. C'est le troisième single de son album homonyme, sorti en mars 2014. Une version remixée de la chanson est utilisée comme thème officiel de la Coupe du monde de football de 2014, et est sortie sur la compilation One Love, One Rhythm,.
Son clip est révélé le 7 mai 2014. Il a été tourné en juin 2012 à Lisbonne alors que Shakira était enceinte de son premier enfant. 
La vidéo de la version de la coupe du monde totalise plus de 850 millions de vues sur Youtube en moins de deux mois. Dans ce clip, apparaissent des joueurs de foot comme Neymar, Piqué (le mari de la chanteuse) et son fils Milan.
Le 13 juillet 2014, elle chante la chanson en duo avec Carlinhos Brown durant la cérémonie de clôture de la coupe du monde de football. 

## Classement dans les charts
| Pays                               | Meilleure position (toutes listes confondues) |
| ---------------------------------- | --------------------------------------------- |
| Allemagne                          | 20                                            |
| Autriche                           | 14                                            |
| Belgique                           | 3                                             |
| Canada                             | 80                                            |
| Colombie                           | 1                                             |
| Danemark                           | 33                                            |
| Espagne                            | 2                                             |
| États-Unis ( Billboard Hot 100 )   | 53                                            |
| États-Unis (Dance Club Play Songs) | 1                                             |
| États-Unis (Youtube)               | 1                                             |
| Finlande                           | 7                                             |
| France                             | 11                                            |
| Grèce                              | 1                                             |
| Hongrie                            | 8                                             |
| Irlande                            | 53                                            |
| Italie                             | 3                                             |
| Liban                              | 7                                             |
| Lituanie                           | 1                                             |
| Mexique                            | 6                                             |
| Pays-Bas                           | 61                                            |
| Pologne                            | 1                                             |
| Royaume-Uni                        | 106                                           |
| République tchèque                 | 22                                            |
| Suisse                             | 3                                             |
| Suisse romande                     | 1                                             |
| Ukraine                            | 4                                             |